# Пермский 101-й пехотный полк
101-й пехотный Пермский полк — пехотная часть Русской императорской армии. Входил в состав 26-й пехотной дивизии. 
Полковой праздник — 30 августа.
Старшинство — с 29 ноября 1796 года.

## История полка

### Предшественники полка
Предшественником Пермского полка является 4-й егерский полк. Он был сформирован в Юрбурге 29 ноября 1796 года из 2-го батальона Эстляндского егерского корпуса, в составе пяти рот, под названием 5-го егерского батальона. 17 мая 1797 года батальон был переформирован в двухбатальоный 5-й егерский полк, который затем назывался именами шефов. В 1798 году полк, в составе корпуса Римского-Корсакова, был двинут в Швейцарию и принимал там участие во многих сражениях с французами.
По возвращении в Россию полк был наименован 29 марта 1801 года 4-м егерским и приведён 30 апреля 1802 года в состав трёх батальонов. В кампании 1806—1807 годов в Восточной Пруссии полк заслужил серебряные георгиевские трубы. Затем он сражался в Финляндии против шведов.
Во время Отечественной войны 1812 года и последующих Заграничных походов 1813 и 1814 годов полк участвовал во множестве сражений и завершил свой поход взятием Парижа.
В 1831 году 1-й и 3-й батальоны полка приняли участие в усмирении польского мятежа.
28 января 1833 года, при общем переустройстве пехоты 4-й егерский полк был присоединён к Эстляндскому пехотному полку и составил его 3-й, 4-й и 6-й батальоны.

### Сформирование полка
6 апреля 1863 года из 4-го резервного батальона и бессрочно-отпускных был сформирован в Вильне двухбатальонный Эстляндский резервный пехотный полк, который 13 августа 1863 года был назван Пермским пехотным полком и приведён в состав трёх батальонов с тремя стрелковыми ротами. При сформировании Пермскому полку были переданы серебряные трубы, пожалованные 1 апреля 1808 года 4-му егерскому полку. 25 марта 1864 года к наименованию полка был присоединён № 101. 9 июля 1864 года граф М. Н. Муравьёв был назначен шефом, и к названию полка присоединёно его имя. 7 сентября 1866 года, по смерти шефа, полку снова присвоено наименование 101-го пехотного Пермского полка.
Уже при формировании Пермский полк принял участие в подавлении Польского восстания.
Во время русско-турецкой войны 1877—1878 годов Пермский полк, находясь в составе Рущукского отряда, участвовал в боях у Осиково и Церковны. За отличие в этом бою полку были пожалованы 17 апреля 1878 года Георгиевские знамёна с надписью «За Церковну 9 сентября 1877 г.». При наступлении турок к Елене, Пермцы 22 ноября были двинуты из Чаиркиоя на выручку Еленинского отряда и 24 ноября, после двухдневного тяжёлого форсированного марша, захватили с боя укреплённую позицию турок у Златарицы.
7 апреля 1879 года был сформирован 4-й батальон. 17 мая 1897 года, в день столетнего юбилея, полку пожаловано новое Георгиевское знамя с дополнительной надписью «1797—1897» и с Александровской юбилейной лентой.

## Знаки отличия полка
- Георгиевское знамя с надписью «3а Церковну 9 сентября 1877 г.» и «1797—1897», с Александровской юбилейной лентой.
- Серебряные трубы с надписью «За отличие в кампании 1807 года против французов».

## Шеф Пермского полка
Командиров и шефов 4-го егерского полка см. в соответствующей статье.
- 09.07.1864 — 07.09.1866[1] — генерал от инфантерии (с 17.04.1865 граф) Муравьёв-Виленский, Михаил Николаевич

## Командиры Пермского полка
- 21.04.1863[2] — 29.10.1864 — полковник Кренке, Константин Данилович
- 29.10.1864 — 22.10.1870[3] — полковник Жеребцов, Григорий Григорьевич
- 26.10.1870 — 06.08.1877 — полковник Шульц, Карл Александрович
- 06.08.1877 — 27.10.1877 — полковник Прокопе, Виктор Берндтович
- 31.10.1877 — 22.05.1878[4] — полковник Будкин, Василий Васильевич
- 22.05.1878 — 26.02.1887 — полковник Энгельгардт, Аркадий Александрович
- 04.03.1887 — 30.05.1894 — полковник Засулич, Михаил Иванович
- 07.07.1894 — 12.09.1898 — полковник Михайлов, Владимир Никитович
- 16.10.1898 — 24.11.1899 — полковник Пробенко, Порфирий Герасимович
- 16.12.1899 — 22.06.1904 — полковник Прозоров, Дмитрий Игнатьевич
- 27.07.1904 — 30.06.1907 — полковник Юркевич, Пётр Семёнович
- 20.07.1907 — 16.07.1910 — полковник Шишкевич, Михаил Иванович
- 21.07.1910 — 27.08.1914 — полковник Вахрушев, Михаил Николаевич
- 29.12.1914 — 29.02.1916 — полковник (с 06.12.1915 генерал-майор) фон Энгель, Виктор Николаевич
- 12.04.1916 — 25.05.1917 — полковник Лялин, Николай Михайлович
- 30.06.1917 — 15.08.1917 — полковник Дорошкевич, Вандалин Феликсович
- 15.08.1917 — хх.хх.хххх — полковник князь Челокаев, Владимир Григорьевич